# امامزاده اسماعیل برنجگان
امامزاده اسماعیل برنجگان مربوط به دوره قاجار است و در شهرستان کیار، بخش ناغان، دهستان مشایخ، روستای برنجگان واقع شده و این اثر در تاریخ ۱۵ دی ۱۳۸۷ با شمارهٔ ثبت ۲۴۲۲۴ به‌عنوان یکی از آثار ملی ایران به ثبت رسیده است.